# MA棋してる!
『MA棋してる！』（まぎしてる！）は、富士見ファンタジア文庫（富士見書房）より2008年10月から刊行されている三浦良のライトノベル作品である。イラストはぽぽるちゃ。キャッチコピーは、『可愛いだけじゃ魔法（マギ）れない！オリジナル魔法で異世界の王位決定戦に参戦！？ほんわか策士な魔法棋士少女、誕生！』（第1巻帯より）。

## キャラクター
白瀬 奏（しらせ かな）
主人公。近修学園初等部に通う五年生。トレードマークは頭の上の大きな朱色のリボン。好物はべったら漬け（大根を甘酒で漬けた漬物）。ふとしたキッカケで出合った、ソフィーを元の世界に戻すため、魔法が使えなくなったソフィーに魔法を習う事に。その後、咲との戦闘の中で、オリジナルの魔法に切り替えた。父親は有名な将棋棋士で、母親は史学の准教授。クラスで一番背が低く、その上誕生日も遅いが、大人びた性格から、『おねえちゃん』扱いされている。ソフィー曰く、『奏、あんた魔力相当強いよ』（口絵より）。使用する魔法は、将棋をベースにしたもの。杖の意匠（後述）は羽。
ソフィー（ソフィー＝ヴァレン）
異世界『グノス』から事故（後述）でやって来た、オカメインコ。本来は二十歳に届くかどうかの女性なのだが、変身魔法(後述)をかけられている。グノス王立魔法学院の生徒なのだが、魔力が低い為、魔法を必要としない知識一般を総合的に扱う、非術科在籍。信念は、『俗物結構。お金は最高』らしい。一巻の最後に、王位継承者候補として認定された。
高柳 咲（たかやなぎ さき）
奏と同じくらいの年齢の少女。長い黒髪と、紺色のブレザーが特徴。使用する魔法は、プログラム言語のC++をベースにしたもの。杖の意匠は、ネコミミ。
ノイア（ノイア＝バシュレイ）
グノスの王位継承者候補。変身魔法（後述）で、黒猫になっている。元・グノス王立魔法学院学生会長。
アレーティア
現王の娘（姫）の長い金髪の女性。王位継承候補の選抜委員会の、運営委員長。王の後継候補には手を挙げず、運営に回った。
シーゲル
グノスの高官で、選抜委員会の、運営副委員長。

## 用語説明
- グノス

ソフィーやノイアがいた世界。『王に足る資格はただ、王に相応しき徳を備えるか否か』。
- 王位継承候補

王様は、国民の手本となる先生でもなければならない。その為、王位継承候補は一定期間、異世界に赴いて、現地の人間に魔法を教える先生として試される。その中で先生として素晴らしいと評価された人間が、新しい王様として選ばれる。
- 変身魔法

王位継承候補は、変身魔法をかけられ続けることによって、魔力を制限される。理由は、『先生がなんでもかんでも出来たら、生徒がやる気をなくしてしまうから』など。ソフィーがオカメインコになっているのも、この理由によるものと思われる。
- 杖・杖の意匠

杖は魔法を使うのに必要で、魔法学院の場合学生証明も兼ねている。杖を使うためには、待機状態にある杖を起動モードに移行させる（ソフィー曰く『眠っている相手を叩き起こす』みたいな感じ）事が必要で、それには摩擦熱のエネルギーを利用するのが一般的（杖を必要とせず魔法を使える人は滅多にいないため、魔法の力で杖を起動させることは出来ない）。起動すると、奏曰く『電動歯ブラシを持ったときのように』杖が勝手に震える。意匠とは、杖を作る杖匠が、誰かを示すアクセサリーのようなもの。
- 時空の穴の暴走事故

ソフィーがやって来た原因の事故。ソフィーは時空の穴に杖を落としてしまい、無くしたら大変とつい時空の穴に入ってしまった。長いグノスの歴史の中で、後継候補の選抜が始まって以来の大問題らしい。

## 既刊一覧
- 三浦良（著）・ぽぽるちゃ（イラスト） 『MA棋してる！』 富士見書房〈富士見ファンタジア文庫〉、既刊1巻（2008年10月18日現在）
  1. 2008年10月18日発売[1]、ISBN 978-4-8291-3338-5